# Jorge Martínez Durán
Jorge Antonio Martínez Durán (Santiago, 19 de noviembre de 1962) es licenciado en ciencias jurídicas y político chileno, militante de Renovación Nacional (RN). Ejerció entre 2018 y 2022 como Delegado Presidencial Regional e intendente de la Región de Valparaíso, bajo el Segundo Gobierno de Sebastián Piñera.

## Estudios
Licenciado en ciencias jurídicas de la Universidad de Valparaíso, con estudios en perfeccionamiento en derecho Romano de la Universidad de Roma, La Sapienza.
Está casado con Carolina Arroyo Aparicio y son padres de tres hijos. Uno de ellos es concejal de la comuna de Viña del Mar, Jorge Martínez Arroyo.

## Trayectoria pública
Fue profesor de derecho romano de diversas instituciones educativas del país, como la Universidad Católica de Valparaíso, la Universidad de los Andes, y consultor en educación superior del Ministerio de Educación en el año 2013.
Se desempeñó como director regional de Duoc UC, vicerrector de la sede Viña del Mar de la Universidad Andrés Bello, y como presidente y director de la Cámara Regional del Comercio y Producción de Valparaíso, además de formar parte de un programa estratégico de la Corporación de Fomento de la Producción en Valparaíso.
Entre los años 1990 y 1994 fue coordinador legislativo de la bancada de la Unión Demócrata Independiente (UDI) en el Congreso. Jorge, es militante de Renovación Nacional (RN).
En 2018 fue designado por el presidente Sebastián Piñera para ocupar el cargo de intendente de Valparaíso, cargo ocupado hasta el 13 de julio de 2021, en 2021 fue ratificado como Delegado Presidencial Regional.